# Hüseyin Aygün
Hüseyin Aygün (ur. 10 listopada 1986) – turecki zapaśnik walczący w stylu klasycznym. Zajął szesnaste miejsce na mistrzostwach Europy w 2007. Szósty w Pucharze Świata w 2007. Mistrz Europy kadetów w 2002 roku.